# Nguyễn Văn Thọ (chính khách)
Nguyễn Văn Thọ (sinh năm 1968) là chính trị gia người Việt Nam. Ông hiện giữ chức vụ Ủy viên Ban Thường vụ Thành ủy Thành phố Hồ Chí Minh, Phó Chủ tịch Ủy ban nhân dân Thành phố Hồ Chí Minh.
Ông từng giữ các chức vụ: Phó Bí thư Tỉnh ủy, Chủ tịch Ủy ban nhân dân tỉnh Bà Rịa–Vũng Tàu, Trưởng ban Nội chính Tỉnh ủy Bà Rịa – Vũng Tàu

## Xuất thân và giáo dục
Nguyễn Văn Thọ sinh ngày 11 tháng 12 năm 1968, quê quán và cư trú tại huyện Đất Đỏ, tỉnh Bà Rịa – Vũng Tàu.
Nguyễn Văn Thọ có hai bằng cử nhân, cử nhân kinh tế Đại học Ngân hàng chuyên ngành tín dụng (chính quy) và cử nhân luật (tại chức).

## Sự nghiệp
Ngày 6 tháng 1 năm 1997, Nguyễn Văn Thọ được kết nào vào Đảng Cộng sản Việt Nam.
Ông có chứng chỉ cao cấp lí luận chính trị Đảng Cộng sản Việt Nam.
Ông từng giữ các chức vụ: Phó Chánh Thanh tra tỉnh Bà Rịa – Vũng Tàu, Trưởng ban Nội chính Tỉnh ủy Bà Rịa – Vũng Tàu, Bí thư Huyện ủy Xuyên Mộc.
Ngày 15 tháng 11 năm 2019, Bí thư Huyện ủy huyện Xuyên Mộc Nguyễn Văn Thọ được bầu giữ chức vụ Phó Bí thư Tỉnh ủy Bà Rịa – Vũng Tàu nhiệm kì 2015–2020 tại hội nghị của Ban Chấp hành Đảng bộ tỉnh Bà Rịa – Vũng Tàu. Ban Chấp hành cũng giới thiệu ông Thọ vào chức vụ Chủ tịch Ủy ban nhân dân tỉnh Vũng Tàu thay thế ông Nguyễn Văn Trình nghỉ hưu từ đầu tháng 8 cùng năm.
Chiều ngày 6 tháng 12 năm 2019, Nguyễn Văn Thọ được ông Nguyễn Thanh Bình, Phó Ban thường trực Ban Tổ chức Trung ương Đảng Cộng sản Việt Nam khóa 12 trao quyết định của Ban Bí thư Ban Chấp hành Trung ương Đảng Cộng sản Việt Nam khóa 12 chuẩn y chức vụ Phó Bí thư Tỉnh ủy Bà Rịa – Vũng Tàu nhiệm kì 2015–2020.
Sáng ngày 13 tháng 12 năm 2019, tại kì họp lần thứ 15 của Hội đồng nhân dân tỉnh Bà Rịa – Vũng Tàu khóa 6 nhiệm kì 2016–2021, 48/49 đại biểu hội đồng nhân dân đã bầu ông Nguyễn Văn Thọ giữ chức vụ Chủ tịch Ủy ban nhân dân tỉnh Bà Rịa – Vũng Tàu nhiệm kì 2016–2021.
Ngày 31 tháng 12 năm 2019, Thủ tướng Nguyễn Xuân Phúc kí quyết định phê chuẩn chức vụ Chủ tịch UBND tỉnh Bà Rịa – Vũng Tàu đối với ông Nguyễn Văn Thọ.